# Bestockte Fläche

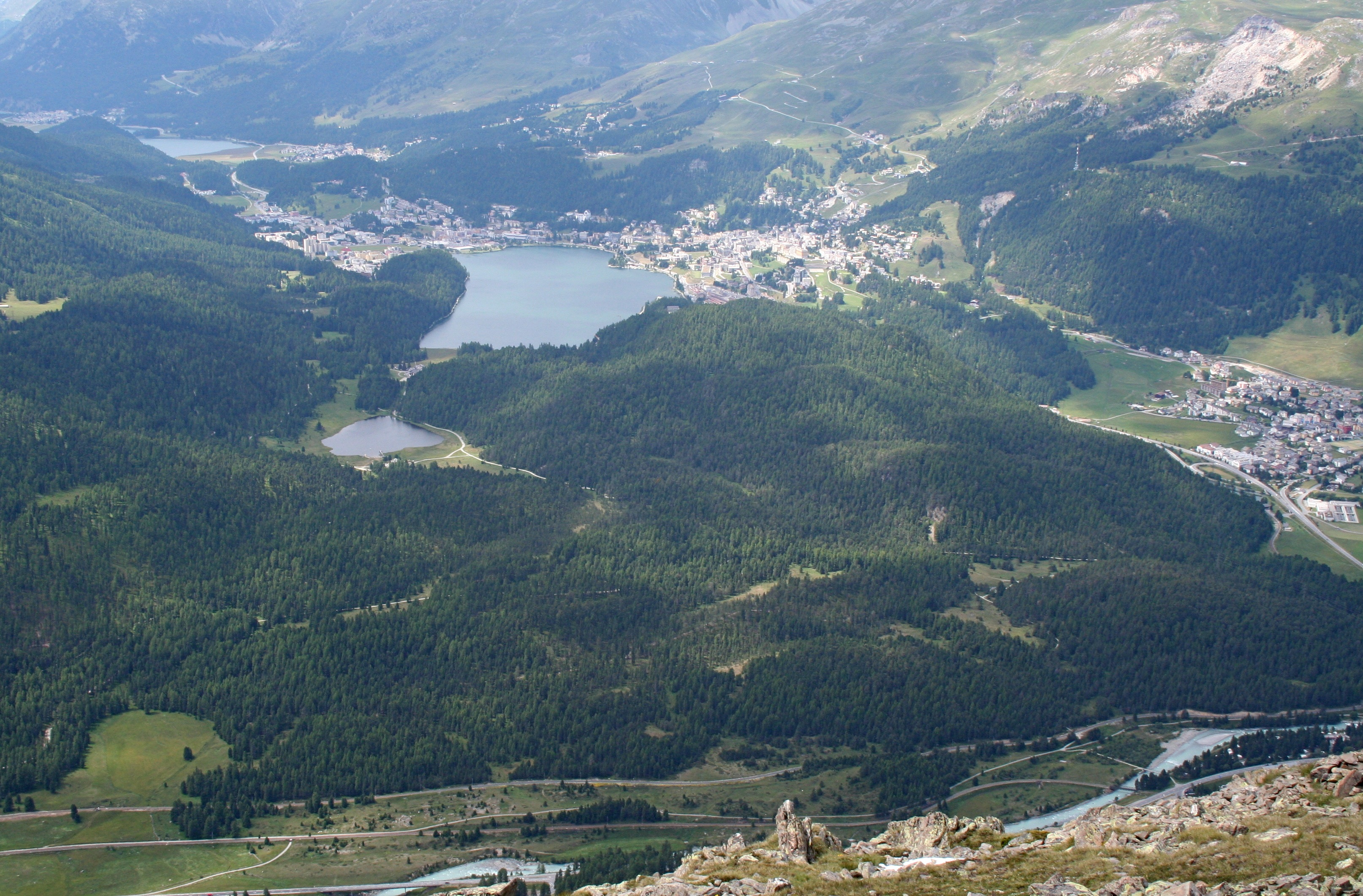
Der Stazerwald im Schweizer Kanton Graubünden

Die bestockte Fläche ist ein Begriff aus der Flächenstatistik, einem Gebiet der Raumplanung. Sie umfasst alle Flächen, die mit Bäumen oder gebüschwaldbildenden Straucharten bestockt sind. 
Das schweizerische Bundesamt für Statistik (BFS) verwendet den Begriff als eine von vier Hauptkategorien in der Arealstatistik. Die übrigen Hauptkategorien sind Siedlungsfläche, Landwirtschaftsfläche und unproduktive Fläche. Bestockte Flächen werden vom BFS weiter unterteilt in Wald, Gebüschwald und Gehölze.
Im Weinbau wird der Begriff bestockte Fläche auch in der Rebflächenstatistik verwendet. Dort umfasst sie die Anbaufläche einer Rebsorte. Das BFS hingegen zählt Rebbauflächen zu den Landwirtschaftsflächen. 